# Nubisk hackspett
Nubisk hackspett (Campethera nubica) är en fågel i familjen hackspettar inom ordningen hackspettartade fåglar.

## Utseende och läte
Nubisk hackspett är en medelstor intrikat tecknad hackspett med grön rygg. Hjässan är röd hos hanen, röd och vitfläckat svart hos honan. Noterbart är kraftigt streckat öra, tydlig fläckning undertill och rent vit strupe. Arten är mycket lik miombospetten, men skiljs på det streckade örat. Den liknar även guldstjärtad hackspett och mombasaspett, men skiljs lätt genom fläckad istället för streckad undersida. Lätet, som utförs i duett, är ett högljutt "keek".

## Utbredning och systematik
Nubisk hackspett delas in i två underarter:
- Campethera nubica nubica - förekommer från Sudan till Etiopien, Kenya, Uganda, nordöstra Demokratiska republiken Kongo och sydvästra Tanzania
- Campethera nubica pallida - förekommer i södra Somalia och längs Kenyas kust

## Levnadssätt
Nubisk hackspett är en generellt vanlig och väl synlig fågel i de flesta typer av savann. Den ses vanligen i par.

## Status
Arten har ett stort utbredningsområde och beståndet anses stabilt. Internationella naturvårdsunionen IUCN listar den därför som livskraftig (LC).

## Namn
Nubien är ett landområde i norra Afrika, i södra Egypten och norra Sudan. En betydande del är öken, Nubiska öknen. 700 f.Kr. fanns kungariket Kush som nubiernas rike.

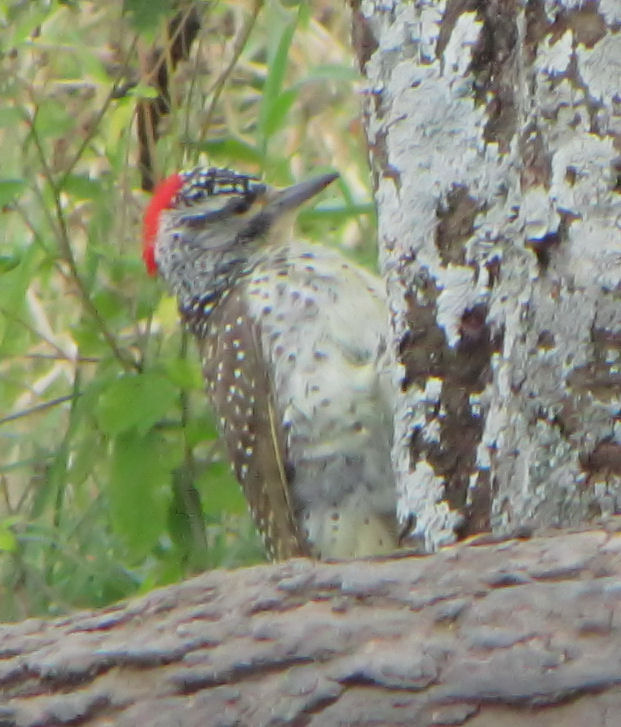
Hona